# Cerkiew św. Olgi w Warszawie

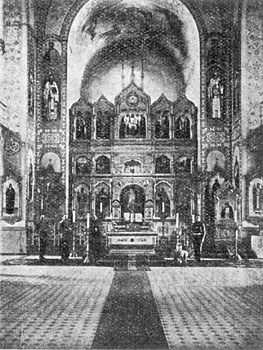
Wnętrze świątyni

Cerkiew św. Olgi – cerkiew prawosławna w Warszawie, wzniesiona w latach 1902–1903 na potrzeby Grodzieńskiego Pułku Huzarów Lejbgwardii. Została rozebrana przed 1935.

## Historia

### Tymczasowa cerkiew św. Olgi
W 1867 w kompleksie koszarowym Pułku Huzarów Lejbgwardii położonym w rejonie współczesnych ulic: 29 Listopada, Suligowskiego i Podchorążych zlokalizowano pierwszą świątynię pod wezwaniem św. Olgi. Była to cerkiew wojskowa, z której korzystały pułki huzarów i ułanów. Piotr Paszkiewicz, Henryk Sienkiewicz i Renata Popkowicz-Tajchert utożsamiają tę świątynię z budynkiem współczesnej katedry Świętego Ducha w Warszawie, urządzonej w dawnej rosyjskiej cerkwi. Analizy dokumentów rosyjskich oraz polskich opracowań komisji zajmującej się architekturą porosyjską w 1919 doprowadziły jednak Kiryła Sokoła i Ryszarda Mączewskiego do odrzucenia tej koncepcji. Mączewski pisze, że pierwsza cerkiew św. Olgi miała charakter świątyni domowej, położonej w jednym z drewnianych obiektów koszarowych. Jako jej projektanta wskazuje Teodora Witkowskiego. Wybór Olgi Kijowskiej jako patronki świątyni nie był przypadkowy. Dzień jej wspomnienia w Rosyjskim Kościele Prawosławnym pokrywał się z dniem święta pułku huzarów.

### Cerkiew reprezentacyjna
W 1901 pojawił się pomysł wzniesienia dla jednostki huzarów odrębnej świątyni. Car Mikołaj II poparł tę koncepcję i osobiście ofiarował 30 tys. rubli, zdaniem Piotra Paszkiewicza pokrywając tym samym połowę przewidywanych kosztów budowy. Kirył Sokoł twierdzi jednak, że łączny koszt wzniesienia cerkwi był znacznie wyższy i wyniósł ostatecznie 100 tys. rubli. Początkowo uroczyste położenie kamienia węgielnego planowano zorganizować 21 października 1901, w dniu urodzin księcia Pawła Aleksandrowicza Romanowa, tytularnego dowódcy pułku. Z nieznanych powodów zamiar ten został zarzucony i ceremonia ta odbyła się dopiero 24 maja roku następnego. Obiekt musiał być już gotowy w 1903, w tym roku bowiem opisuje go nowo wydany Najnowszy przewodnik po Warszawie. Cerkiew była przeznaczona dla 700 osób. Była budynkiem bardzo nowoczesnym w porównaniu z innymi świątyniami prawosławnymi Warszawy: zainstalowano w niej oświetlenie elektryczne i ogrzewanie parowe. 
Budowa cerkwi św. Olgi wpisywała się w szerszą akcję wznoszenia świątyń prawosławnych dla stacjonujących w Warszawie pułków rosyjskich. Według Piotra Paszkiewicza, na przełomie XIX i XX wieku w mieście wzniesiono kilkanaście takich obiektów. Autor ten podkreśla polityczny wymiar architektury cerkiewnej, która obok spełniania funkcji sakralnych miała utrwalać obecność władzy rosyjskiej na ziemiach polskich. Zaznacza jednak, że współcześni badacze, ze względu na skąpą ilość źródeł, nie są w stanie ustalić, czy wszystkie cerkwie wojskowe były budynkami wolno stojącymi, czy też kaplicami w wydzielonych pomieszczeniach koszarowych.
12 czerwca 1911 na placu przylegającym do budynku zostało wzniesione brązowe popiersie rosyjskiego generała Michaiła Skobielewa, który zaczynał swoją karierę wojskową w pułku opiekującym się świątynią.

### Lokalizacja cerkwi św. Olgi
Dzisiejszy adres nieistniejącej cerkwi św. Olgi ul. 29 Listopada – współrzędne 52°12′40,0″N 21°02′36,3″E/52,211111 21,043417.

### Po 1915
W 1915 cerkiew została porzucona, gdy opiekująca się nią jednostka opuściła Warszawę. Na planie z 1924, odwzorowującym sytuację o siedem lat wcześniejszą, jej zarys został oznaczony krzyżem łacińskim, co może oznaczać jej spontaniczną adaptację na kościół katolicki. W raporcie komisji zajmującej się rozstrzygnięciem przyszłych losów cerkwi porosyjskich na jej temat nie zawarto jednoznacznych wskazówek. Jednak na ortofotomapie Warszawy z 1935 miejsce po świątyni, jak również po pomniku gen. Skobielewa, jest już puste. Wskazuje to na jej zniszczenie w czasie akcji rewindykacji świątyń prawosławnych, jako symbolu carskiego panowania.

## Architektura i wystrój wnętrza
Autorem projektu świątyni był architekt eparchialny Władimir Pokrowski, który wykonał go w stylu siedemnastowiecznych cerkwi rosyjskich. Budynek miał 53 metry wysokości, 32 długości i 24 szerokości. Nad prezbiterium obiektu znajdowała się główna kopuła, otoczona czterema mniejszymi; wszystkie były złocone i zwieńczone krzyżami. Budowla do wysokości dwóch metrów powyżej poziomu gruntu była pokryta były szarym granitem, zaś pozostałą część ścian wyłożono białą cegłą. Ponad przedsionkiem wznosiła się strzelista dzwonnica.
Podłoga cerkwi wyłożona była terakotową płytką. We wnętrzu umieszczono trzyrzędowy ikonostas ze złoconego drewna. Zachowane fotografie pozwalają stwierdzić, że wizerunki świętych znajdowały się również w bocznych, ozdobnych kiotach, zaś ściany budynku pokryte były polichromią.